# Nya Dagbladet (svensk tidning)
Nya Dagbladet är en svensk nätbaserad dagstidning grundad 2012. Tidningen är nationalistisk, vetenskapsskeptisk och partipolitiskt obunden. Den betecknar sig som humanistisk och etnopluralistisk med en antiglobalistisk hållning. Den har kategoriserats av forskare som alternativ media med antisystemisk åsiktsriktning.
Den refererar ofta pseudovetenskap och vaccinationsmotstånd. 

## Produktion
Chefredaktör och ansvarig utgivare är Markus Andersson. Nyhetschef är Isac Boman. Alexander Almqvist-Paajanen var tidigare nyhetschef. Bland återkommande krönikörer återfinns Dan Ahlmark och Jan Westh. Fram till våren 2022 var också Karl-Olov Arnstberg och Lars Bern krönikörer. Redaktionen driver en poddradio kallad NyD-podden.

## Innehåll
Tidningen skriver återkommande om alternativmedicin för att behandla cancer samt sprider vaccinationsmotstånd och konspirationsteorier, uppgifter om risker med mobilstrålning, samt klimatskepticism och kritik av miljöpolitik. Andra återkommande teman är migrationsfrågor, yttrandefrihetsfrågor, kritik mot EU, Israel, övervakning, GMO, globalism, och Bonnierkoncernen.
En av tidningens grundare har tidigare haft uppdrag i det nu nedlagda partiet Nationaldemokraternas styrelse.

## Kritik
Nya Dagbladet omnämndes i en kartläggning i mars 2017 av DN-journalisterna Josefin Sköld och Mattias Carlssons som en av "populistiska och högerextrema sajter". Nya Dagbladet fick där kritik för att upplåta annonsutrymme åt ett tyskt bildelsföretag som också annonserade på andra länkande sajter och uppmärksammade att annonsföretagarna hade rötter i Ukraina och Ryssland. Nya Dagbladets chefredaktör svarade med att inga fel begåtts.
Tidningen Metros "Hälsogranskaren" anklagade i maj 2017 Nya Dagbladet för att rapportera om en amerikansk studie som visade att icke-vaccinerade barn är friskare än vaccinerade, och man menade att studien inte var tillräckligt representativ då den byggde på självstudier. Studien som publicerades i Open access drogs senare tillbaka. Nya Dagbladet svarade med att studien fortfarande hade ett publicistiskt värde.
Nya Dagbladet ingår i det TT-ägda mediebevakningsföretaget Retrievers bevakningstjänst, vilket uppmärksammades av branschtidningen Journalisten.
2021 sökte Nya Dagbladet redaktionsstöd av myndigheten för press, radio och tv (MPRT), men fick avslag. Nya Dagbladet kritiserade i ett antal artiklar MPRT:s beslut och hävdade att avslaget var politisk motiverat. I en samordnad kampanj tillsammans med andra alternativa medier publicerade tidningen också namn och bild på enskilda medarbetare från myndigheten, samt uppgifter om deras sexuella läggning, gymnasiebetyg och tidigare politiska uttalanden.